# Elecciones estatales de Nuevo León de 2006
Las elecciones estatales de Nuevo León de 2006 tuvieron lugar el domingo 2 de julio, simultáneamente con las Elecciones presidenciales, en ellas se renovaron los siguientes cargos de elección popular:
- 51 Ayuntamientos: Compuestos por un Presidente Municipal y regidores, electos para un periodo de tres años no reelegibles de manera inmediata.
- 42 Diputados al Congreso del Estado: 26 electos de manera directa por cada uno de los Distritos Electorales y 16 por un sistema de listas bajo el principio de representación proporcional.

En el proceso electoral de Nuevo León participaron, además de los ocho partidos políticos nacionales, un partido político con reconocimiento a nivel estatal: el Partido Republicano (PR).

## Resultados Estatales: Presidente
|  | 49.00 % |

|  | 27.60 % |

|  | 16.00 % |

|  | 1.70 % |

|  | 2.90 % |

|  | 0.60 % |

|  | 2.20 % |

|  | 100.00 % |

### Ayuntamientos
|  | Partido/Alianza                                 | Municipios |
|  | ----------------------------------------------- | ---------- |
|  | Partido Acción Nacional                         | 16         |
|  | Alianza Por México (PRI, PVEM)                  | 32         |
|  | Coalición Por el Bien de Todos (PRD, PT)        | 2          |
|  | Convergencia                                    | 0          |
|  | Partido Alternativa Socialdemócrata y Campesina | 0          |
|  | Partido Nueva Alianza                           | 1          |
|  | Partido Republicano                             | 0          |

#### Ayuntamiento de Monterrey
- Adalberto Madero Quiroga  Hecho

#### Ayuntamiento de San Nicolás de los Garza
- Zeferino Salgado Almaguer  Hecho

#### Ayuntamiento de San Pedro Garza García
- Fernando Margáin Berlanga  Hecho

#### Ayuntamiento de Guadalupe
- Cristina Díaz Salazar  Hecho

#### Ayuntamiento de Santa Catarina
- Dionisio Herrera Duque  Hecho

#### Ayuntamiento de Linares
- Jesús Macías Treviño  Hecho

#### Ayuntamiento de Montemorelos
- Gerardo Javier Martínez Méndez  Hecho

#### Ayuntamiento de Mier y Noriega
- Carlos Cortéz Briones  Hecho

#### Ayuntamiento de Doctor Arroyo
- Juan Francisco Espinoza Eguía  Hecho

#### Ayuntamiento de Cerralvo
- Emmanuel Ovalle López  Hecho

#### Ayuntamiento de General Escobedo
- Margarita Martínez López  Hecho

#### Ayuntamiento de Zaragoza
- Osvaldo Torres de León  Hecho

### Diputados
|  | Partido/Alianza                                 | Distritos electorales |
|  | ----------------------------------------------- | --------------------- |
|  | Partido Acción Nacional                         | 16                    |
|  | Alianza por México (PRI, PVEM)                  | 10                    |
|  | Coalición Por el Bien de Todos (PRD, PT)        | 0                     |
|  | Convergencia                                    | 0                     |
|  | Partido Alternativa Socialdemócrata y Campesina | 0                     |
|  | Partido Nueva Alianza                           | 0                     |
|  | Partido Republicano                             | 0                     |